# De åtta
De åtta var en konstnärsgrupp som bildades 1911 av Isaac Grünewald som ville ha en elitmålargrupp efter De unga och som hade en utställning. Det var konflikt mellan honom och Birger Simonsson inom De unga som ledde till att gruppen bildades. I gruppen ingick förutom Grünewald även Sigrid Hjertén, Einar Jolin, Leander Engström, Gösta Sandels, Nils von Dardel, Tor Bjurström samt slutligen efter ett par avhopp Birger Simonsson. Simonsson tillkom efter att först August Lundberg och senare Albert Hoffsten hoppat av.
Efter att de flesta ställt ut första gången 1909 brukade de sammanfattas under benämningen 1909 års män. Den mera populära benämningen de svenska fauvisterna syftar på att de flesta varit elever till Matisse i Paris. Med denna grupp introducerades på allvar den moderna konsten i Sverige.

## Medlemmar

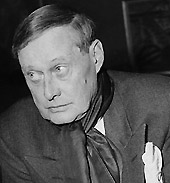
Tor Bjurström
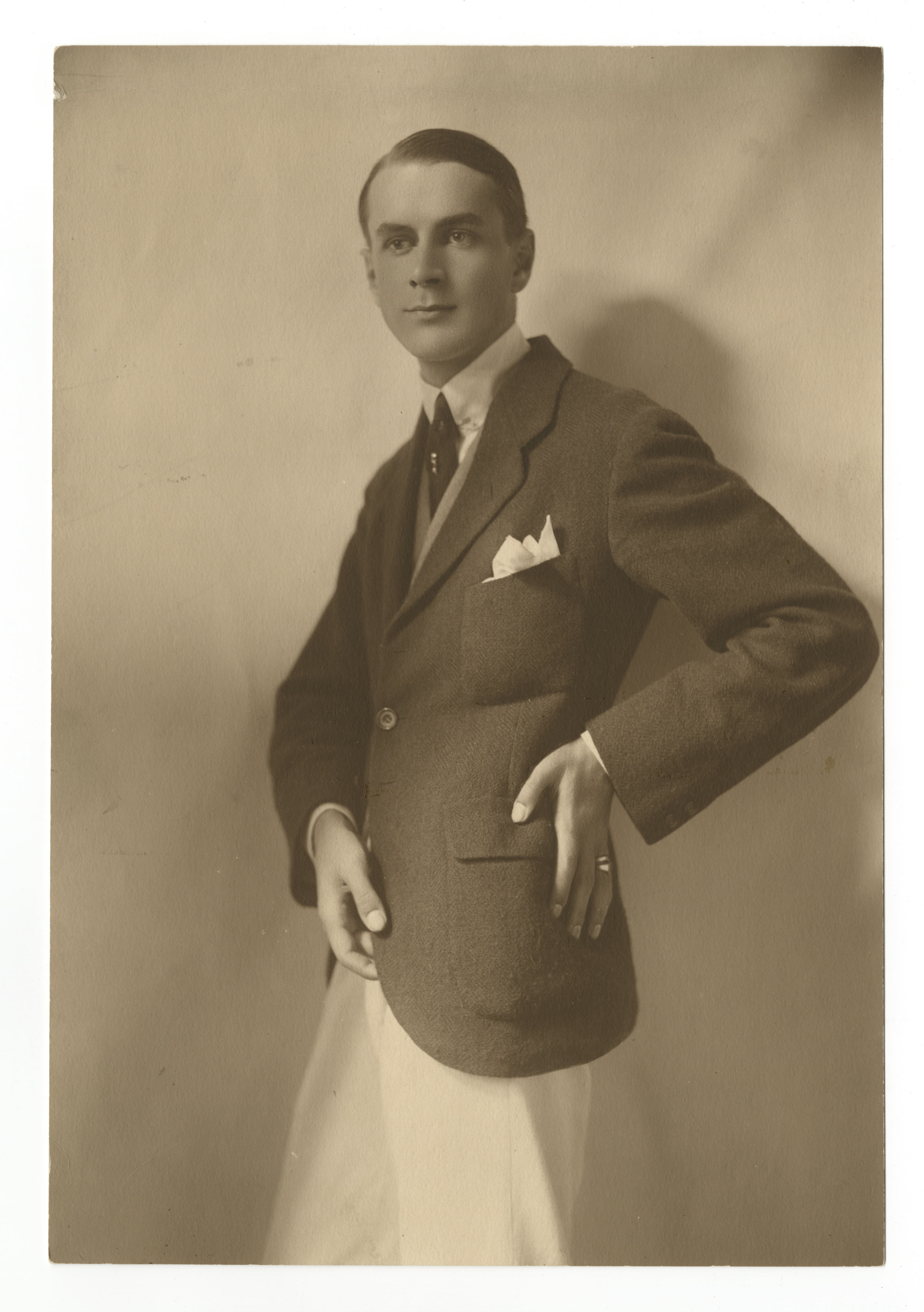
Nils Dardel
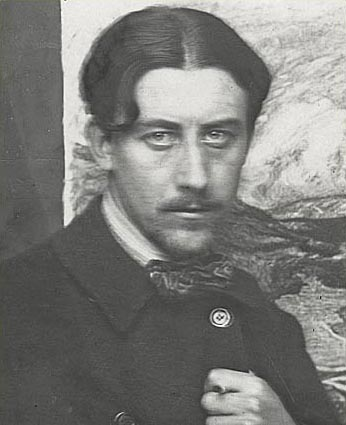
Leander Engström
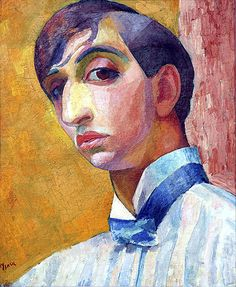
Isaac Grünewald
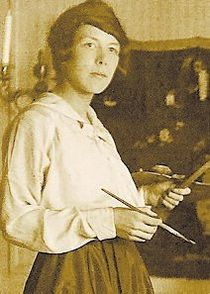
Sigrid Hjertén
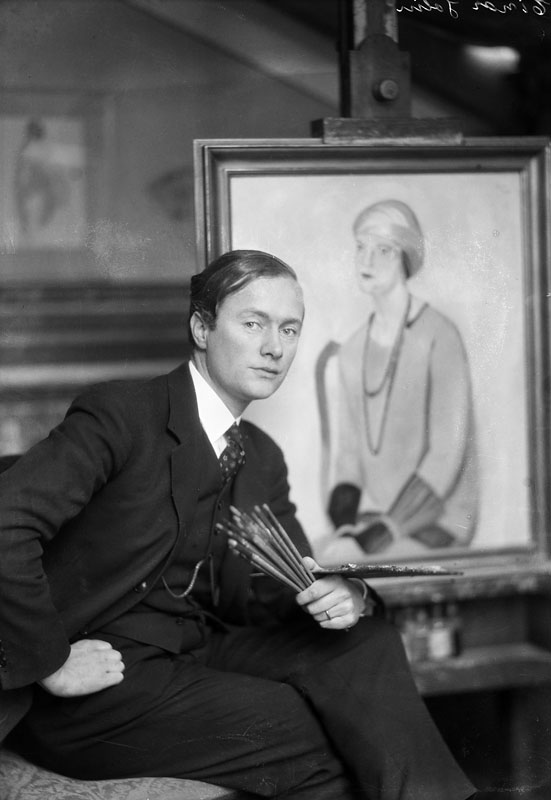
Einar Jolin
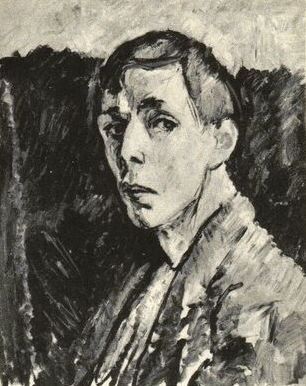
Gösta Sandels.
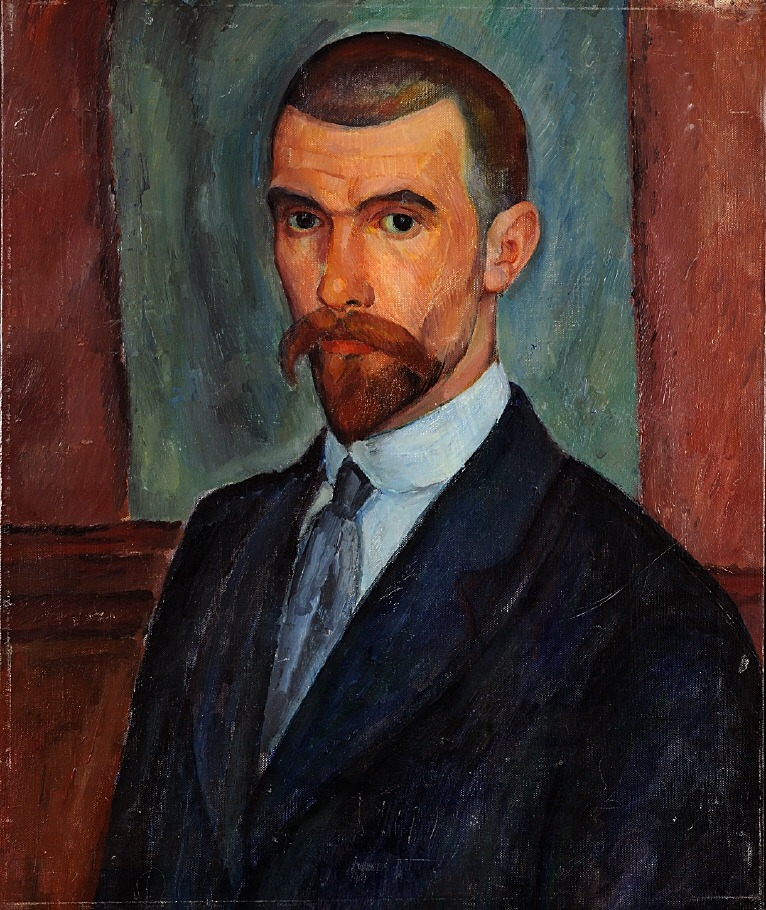
Birger Simonsson.